# گنییلان
گنییلان که با نام‌های گنییلانی یا گییلان (صربی:Гњилане/Gnjilane، آلبانیایی: Gjilani/Gjilan) شناخته می‌شود؛ شهری واقع در جنوب شرقی کوزوو است. 
این شهر مرکز ناحیه‌ای به همین نام در شرق کوزوو است. گنییلان در ۵۰ کیلومتری جنوب خاوری پریشتینا (در ۴۲٫۴۷ درجه شمالی و ۲۱٫۴۸ درجه خاوری) جای گرفته است. بر اساس آخرین سرشماری رسمی، ۱۰۳٬۶۷۵ نفر در این شهر سکونت دارند و جمعیت آن را اکثیرت آلبانیایی‌تبارها و اقلیت صرب‌ها تشکیل داده‌اند. این شهر زادگاه جردان شقیری هم هست.